# Sympycnus argentipes
Sympycnus argentipes är en tvåvingeart som beskrevs av de Meijere 1916. Sympycnus argentipes ingår i släktet Sympycnus och familjen styltflugor. Inga underarter finns listade i Catalogue of Life.